# Halfork
Een halfork is een nakomeling van een mens en een ork. 
Halforks komen bij verschillende vormen van fictie voor. In het werk van verschillende fantasy-schrijvers, waarvan J.R.R. Tolkien wellicht de bekendste is, komen halforks voor. Ook in het spellen als Dungeons & Dragons en andere rollenspellen is het mogelijk een halfork te spelen.